# Сергиевский, Борис Васильевич
Борис Васильевич Сергиевский (20 февраля 1888, Гатчина — 24 ноября 1971, Нью-Йорк) — русско-американский лётчик-испытатель, русский лётчик-ас Первой мировой войны, певец, общественный деятель.

## Биография
Родился в дворянской семье инженера путей сообщения Василия Сергиевского и Екатерины Томашевской, выпускницы Смольного института. Вскоре после рождения Бориса семья переехала в Одессу. Там он окончил в 1906 году реальное училище Святого Павла. Поступил на строительное отделение Киевского политехнического института. В институте Сергиевский познакомился с одним из первых русских лётчиков Сергеем Уточкиным, который научил его летать на самолёте, и Игорем Сикорским. Вместе они основали студенческий воздухоплавательный кружок.
В 1913-м, после окончания политехнического института, Борис Сергиевский решил поступить на действительную военную службу в военную авиацию, но его просьбу не удовлетворили. Тогда он устроился работать в Киеве инженером.

### Первая мировая война
С началом Первой мировой войны прапорщик запаса Сергиевский был призван в армию в 125-й пехотный Курский полк. Командующим 3-й армией, за отличия в делах против неприятеля, по удостоению местной Георгиевской Кавалерской думы, награждён орденом Святого Георгия 4-й степени за то, что в бою 14 декабря 1914 года у села Седлиска, во главе своей роты бросился в атаку на противника, захватившего высоту, сбил его и завладел высотой, захватив при этом действующий пулемёт и 350 нижних чинов пленными (награждение подтверждено Высочайшим Приказом от 20 ноября 1915 года). Был произведён в поручики. В марте 1915 года ранен шрапнелью в голову и ногу. После лечения в госпитале вновь вернулся на фронт.
В начале 1916 года подал прошение о переводе в авиацию. После службы лётчиком-наблюдателем на самолёте «Вуазен» был направлен в Севастопольскую военную авиационную школу. Весной 1917 года успешно сдал экзамен на звание «военный лётчик» и был назначен во 2-й авиационный отряд истребителей под командованием Евграфа Крутеня. Стал одним из лучших лётчиков-истребителей. В 55-ти воздушных боях ас уничтожил 11 вражеских самолётов и 3 аэростата. Был произведён в штабс-капитаны и назначен командиром истребительного отряда.
В 1917 году его самолёт был серьёзно повреждён зенитным снарядом и посадку пришлось совершать практически на одном крыле:

Моё левое крыло было сильно повреждено, и стойка «V» «Ньюпора» разломилась надвое, причём более толстая часть её была совершенно уничтожена, а держалась только более тонкая, ведущая к заднему лонжерону верхнего крыла стойка. Это произошло на высоте более 15 000 футов. Когда я смотрел на крыло, оно двигалось взад и вперёд вверх и вниз. Каждую секунду я ожидал, что оно упадёт, так как оно буквально висело только на проволоках, а стойка не имела никакой устойчивости. В то время у нас не было парашютов. Я боялся планировать по прямой линии. Я не думал, что крыло могло выдержать напряжение прямого полёта, и, выключив мотор во избежание всевозможных колебаний, я начал планировать путём падения на правое неповрежденное крыло. Благодаря этому левое крыло несло наименьшую возможную нагрузку. Скользя таким забавным образом на правом крыле, я перелетел линии (фронта – Д. С.) и планировал весь путь до нашего лётного поля. Я выпрямил самолёт только для посадки. Когда колёса коснулись земли, левое крыло упало на землю и я остался только с одним крылом. Это был самый опасный момент, когда я был буквально на волоске от гибели.

### Гражданская война
В ноябре 1917 бои на фронте полностью прекратились. Немецкие самолёты, однако, продолжали разведывательные полёты над русской территорией. Однажды Сергиевский не выдержал, поднялся в воздух и сбил немецкий самолёт. За это он был арестован и приговорён к расстрелу, но сумел бежать и добрался до Киева.
После захвата Киева войсками Петлюры вместе с бывшими офицерами царской армии был арестован. Сумел освободиться и добраться до Берлина. Некоторое время работал инструктором в авиационной школе в Великобритании, летчиком-испытателем в Королевских ВВС. В конце 1919 года отправился в армию генерала Юденича, где стал командиром эскадрильи. После поражения Юденича некоторое время был в Эстонии, а затем выехал в Польшу, где формировал авиационное подразделение армии Врангеля. Зарабатывал на жизнь пением, исполнением оперных арий.

### В эмиграции
В 1923 году со второй женой и сыном переехал в США. Работал инженером и лётчиком в компании Игоря Сикорского. Выполнял все инженерные расчёты по трёхмоторному самолёту S-35, на котором планировалось совершить перелёт из США во Францию. Был шеф-пилотом фирмы Сикорского.
С 1928 по 1937 годы был главным испытателем самолётов Сикорского, на которых установил 17 рекордов скорости и высоты: 4 - на амфибии S-38 в 1930 году, девять  на S-42 в 1934 году и 4 - на S-43 в 1936 г. в 1931 году совершил перегон S-38 из Нью-Йорка в Сантьяго на дальность в 17 тысяч километров. На этом же самолёте в 1934 году Сергиевский участвовал в экспедиции американского писателя и фотографа Мартина Джонсона по Африке.
В 1938 году работал в компании Георгия Ботезата, ещё одного российского эмигранта, бывшего профессора Петербургского политехнического института, который ещё в 1920-х построил первый в США вертолёт, Helicopter Corporation of America. Сергиевский испытывал экспериментальные образцы его вертолётов, в том числе участвовал в строительстве и испытаниях вертолётов GB-2 и GB-5.
В 1935 году Сергиевский женился в третий раз на дочери нью-йоркского миллионера Г. Б. Хохшилд.
В 1944 году несколько месяцев служил в ВВС Армии США в должности технического советника. После окончания второй мировой войны работал пилотом на чартерных авиалиниях.
Умер в США в 1971 году в возрасте 83 лет.
В 1998 году США вышла книга воспоминаний Бориса Сергиевского: «Airplanes, Women, and Song: Memoirs of a Fighter Ace, Test Pilot, and Adventurer», подготовленная к публикации и отредактированная племянником Сергиевского известным писателем и историком Адамом Хохшилдом и специалистом по авиации Аланом Форсайтом (Allan Forsyth).

## Общественная деятельность
Борис Сергиевский был председателем Общества бывших русских летчиков в США, почетным председателем всех объединений русских летчиков в зарубежье. Был видным деятелем РОВСа.
В течение 22 лет возглавлял Союз Георгиевских кавалеров, а также руководил Союзом русских военных инвалидов и Американо-русским союзом помощи престарелым.
Участвовал в работе различных фондов: Толстовского, Серафимовского, Эмиграционного издательского, Православного и других.

## Награды
- Орден Святого Георгия 4-й степени (1915)[источник не указан 2446 дней][6]
- Орден Святого Владимира 4-й степени с мечами и бантом
- Орден Святой Анны 2-й, 3-й, 4-й степеней
- Орден Святого Станислава 2-й степени с мечами и 3-й степени с мечами и бантом.